# Municipio Andrés Eloy Blanco (Sucre)
Andrés Eloy Blanco es uno de los 15 municipios del Estado Sucre, Venezuela. Está ubicado en el centro de dicho estado, y se extiende desde la zona costera en el Mar Caribe hasta la región montañosa de Sucre, tiene una superficie de 721 km² y se estima que para 2022 su población fue de 30 981 habitantes.
Es una de las zonas con mayor producción agrícola del Estado Sucre, se destaca por la producción de café, caña de azúcar, maíz, ocumo y yuca.

## Historia
La Actual ciudad capital de Casanay, fue establecida en enero del año 1681 por iniciativa del Catalán Nicolás de Olot durante la época de la Colonización española en Venezuela.

### Toponimia
El nombre de la jurisdicción es en honor a Andrés Eloy Blanco.

## Geografía

### Organización parroquial
| Parroquia        | Superficie | Población   | Densidad       |
| ---------------- | ---------- | ----------- | -------------- |
| Mariño           | km²        | 19660 hab.  | hab./km²       |
| Rómulo Gallegos  | km²        | 11321 hab.  | hab./km²       |
| Municipio Blanco | 721 km²    | 30.981 hab. | 42,97 hab./km² |

## Política y gobierno

### Alcaldes
| Período     | Alcalde                   | Partido político / Alianza | % de votos | Notas |
| ----------- | ------------------------- | -------------------------- | ---------- | --- |
| 1989 - 1992 | Rugle Bermúdez            | AD                         | 57,04      | Primer alcalde bajo elecciones directas |
| 1992 - 1995 | Rugle Bermúdez            | AD                         | 49,57      | Reelecto |
| 1995 - 2000 | Amilca Caraballo          | AD                         | -          | Segundo alcalde bajo elecciones diretas (se realizaron elecciones generales adelantadas en el 2000 debido a la aprobación de la Constitución de 1999) |
| 2000 - 2004 | Amilca Caraballo          | AD                         | 58,13      | Reelecto |
| 2004 - 2008 | Francisco Javier Bellorin | PODEMOS                    | 50,29      | Tercer alcalde bajo elecciones directas |
| 2008 - 2013 | Pablo Tineo               | PSUV                       | 50,43      | Cuarto alcalde bajo elecciones directas (se postergan 1 año las elecciones municipales pautadas para finales del 2012)                                |
| 2013 - 2017 | Ezequiel Rojas            | PSUV                       | 49,11      | Quinto alcalde bajo elecciones directas |
| 2017 - 2021 | Ezequiel Rojas            | PSUV                       | 47,92      | Reelecto |
| 2017 - 2021 | Elias Guerra              | PSUV                       | 47,93      | Sexto Alcalde bajo elecciones directa |

### Concejo municipal
Período 1989 - 1992
| Concejales               | Partido político / Alianza |
| ------------------------ | -------------------------- |
| Pedro Velázquez Andarcia | AD                         |
| Eduardo Raffo            | AD                         |
| José Miguel Arcia        | AD                         |
| Rafael Antonio León      | AD                         |
| Federico López Gil       | AD                         |
| Antonio Ramírez Millan   | COPEI                      |
| Jesús Gallardo           | COPEI                      |

Período 1992 - 1995
| Concejales                 | Partido político / Alianza |
| -------------------------- | -------------------------- |
| Federico López Gil         | AD                         |
| Santiago Catalino González | AD                         |
| Luis Martínez Rojas        | AD                         |
| Adolfo Caraballo           | AD                         |
| Jesús Gallardo             | COPEI                      |
| Antonio Ramírez Millán     | COPEI                      |
| Teófilo Hernández          | COPEI                      |

Período 1995 - 2000
| Concejales             | Partido político / Alianza |
| ---------------------- | -------------------------- |
| Rafael Antonio Leon    | AD                         |
| José Alfonzo           | AD                         |
| Jhonny Ruiz            | AD                         |
| Lucio Noriega          | AD                         |
| Luis Martínez Rojas    | AD                         |
| Antonio Ramírez Millán | COPEI                      |
| Jesús Gallardo         | COPEI                      |

Período 2000 - 2005
| Concejales             | Partido político / Alianza |
| ---------------------- | -------------------------- |
| Jhonny Ruiz            | AD                         |
| Luis Martínez Rojas    | AD                         |
| José Alfonzo           | AD                         |
| Lucio Noriega          | AD                         |
| Carlos Rafael Castillo | MVR                        |
| Natalio Villaroel      | MVR                        |
| Otilio Rondón Márquez  | MAS                        |

Período 2005 - 2013
| Concejales             | Partido político / Alianza |
| ---------------------- | -------------------------- |
| Francisco Cortez       | PODEMOS                    |
| Luis Crespo            | PODEMOS                    |
| Alberto Puche          | PODEMOS                    |
| José Barreiro Bellorin | MVR                        |
| Rosmelis Marcano Rivas | MVR                        |
| Milagro Marcano        | MVR                        |
| Luis Martínez Rojas    | AD                         |

Período  2013 - 2018
| Concejales          | Partido político / Alianza |
| ------------------- | -------------------------- |
| Carlos Millan       | MUD                        |
| Francisco Cortez    | MUD                        |
| José Caraballo      | MUD                        |
| Víctor Aguilera     | MUD                        |
| Luis Martínez Rojas | MUD                        |
| Josue Guzmán        | PSUV                       |
| Carmen Maíz         | PSUV                       |

Período 2018 - 2021
| Concejales         | Partido político / Alianza |
| ------------------ | -------------------------- |
| Carmen Maíz        | PSUV                       |
| Eugenio Mata       | PSUV                       |
| Yamileth Rodríguez | PSUV                       |
| Amada Portuguéz    | PSUV                       |
| Elías Guerra       | PSUV                       |
| Breysa Mata        | PSUV                       |
| Jhoan Visaez       | PSUV                       |

Período 2021 - 2025
| Concejales         | Partido político / Alianza |
| ------------------ | -------------------------- |
| Yolis Lopez        | PSUV                       |
| Cruz Bellorin      | PSUV                       |
| Aristides Albornoz | PSUV                       |
| Breysa Mata        | PSUV                       |
| Abraham Silva      | PSUV                       |
| Noris Ramírez      | MUD                        |
| Ramón Franco       | MUD                        |